# Thermochoria
Thermochoria là một chi chuồn chuồn ngô thuộc họ Libellulidae. Nó gồm các loài:
- Thermochoria equivocata
- Thermochoria jeanneli